# IMVIC
El IMViC es una prueba utilizada en microbiología para la identificación de bacterias. Se compone de cuatro pruebas: Indol, Rojo de metilo, Voges-Proskauer y Citrato. El resultado de este test se expresa mediante símbolos de positivo o negativo (+ o −) según el resultado de cada prueba, siguiendo siempre el orden establecido por las iniciales del método. Así por ejemplo, el IMViC de la bacteria Salmonella y Citrobacter es −+−+. Para E.coli es ++−− y para Klebsiella y Enterobacter es −−++.

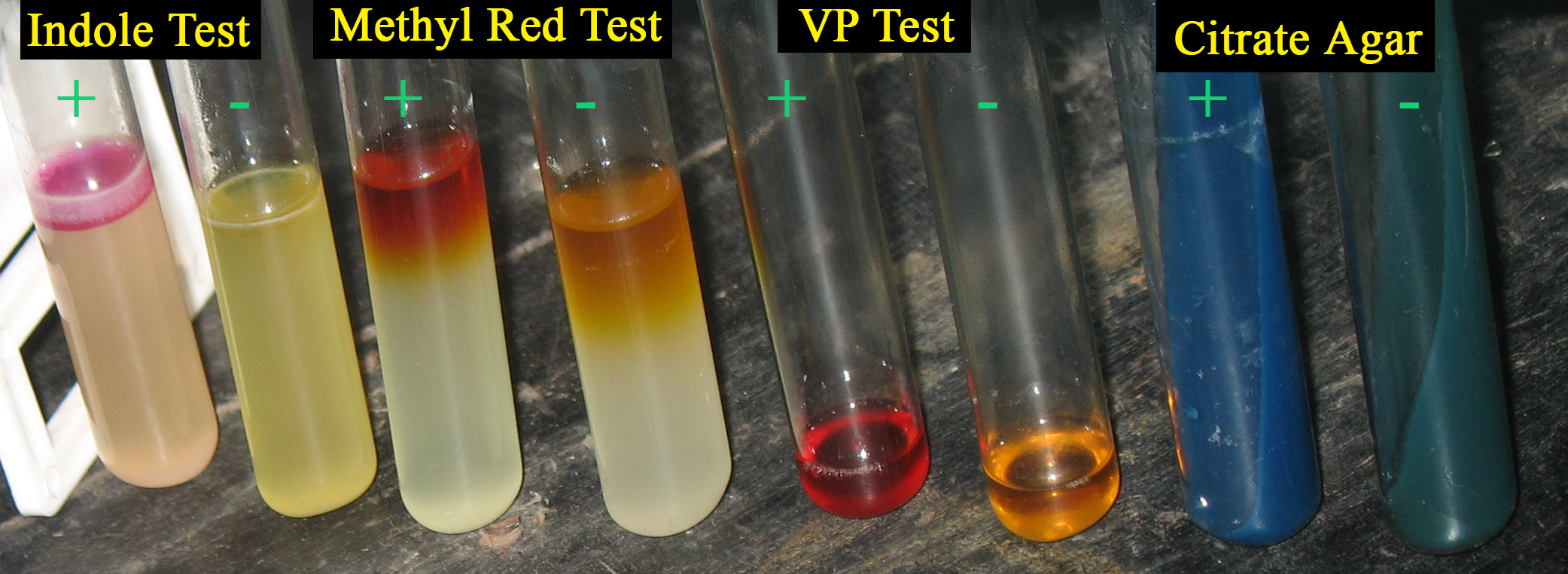
Resultados de la prueba IMViC.

## Indol (I)
Consiste en cultivar al microorganismo en estudio en un caldo rico en triptófano; después de 24-48 horas de crecimiento se adiciona al tubo sobre el caldo xilol, para conseguir separar el indol producido, y tras agitar se incorpora el reactivo de Kovacs (p-dimetilaminobenzaldehido) un resultado positivo mostrará la formación de un anillo de color rojo sobre el caldo de cultivo, lo cual pondrá de manifiesto la presencia de Indol debido a la utilización del triptófano por el microorganismo (la molécula de tritófano se rompe y uno de esos productos es el Indol), un resultado negativo solo mostrara un anillo de color amarillo propio del reactivo de Kovacs.

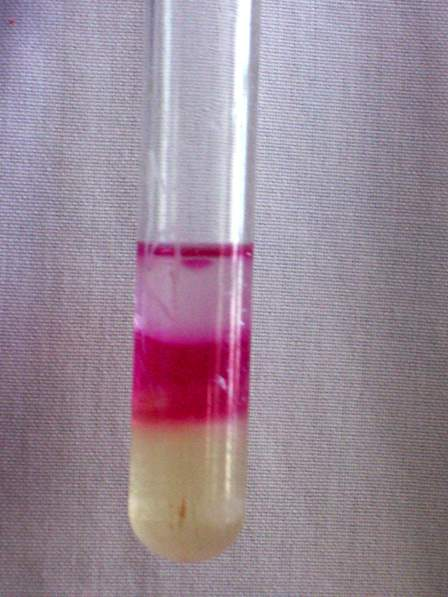
Resultado Positivo para prueba de Indol.

## Rojo de Metilo (M)
El rojo de metilo es un indicador de pH. (Fórmula: C15H15N3O2). Actúa entre pH 4,2 y 6,3  variando desde rojo (pH 4,2) a amarillo (pH 6,3). Por lo tanto, permite determinar la formación de ácidos orgánicos que se producen durante la fermentación de un carbohidrato. El microorganismo en estudio se cultiva en un caldo de cultivo con algún carbohidrato fermentable (el más común es la glucosa aunque se pueden utilizar otros carbohidratos como lactosa, sacarosa, manitol, etc.) junto con el rojo de metilo como indicador de pH. Una reacción positiva, es decir, el viraje del medio a un color rojo, indica que el microorganismo realiza la fermentación de la glucosa por la vía ácido-mixta y el pH del medio se torna hasta 4,2 por la gran cantidad de ácidos orgánico producidos. Una prueba negativa no cambia el color del medio (color amarillo).

## Voges-Proskauer (Vi)
Algunos microorganismos producen acetoína o acetil metil carbinol por descarboxilación de dos moléculas de ácido pirúvico (producto final de la glucólisis). La acetoína es un producto intermedio de la fermentación butilén-glicólica, que conduce a la formación de 2,3-butanodioles.Tanto la acetoína como el 2,3-butanodiol son productos neutros de la fermentación de la glucosa que llevan el pH del medio a un valor aproximado de seis o más y un aumento en la producción de dióxido de carbono, respecto a la prueba Rojo de Metilo.
La acetoína en un medio fuertemente alcalino (NaOH o KOH) y en presencia de oxígeno se oxida a diacetilo. El diacetilo reacciona con compuestos que contengan núcleos de guanidina, como la arginina, presente en el medio (peptona, por ejemplo) y da un compuesto color rojo-rosado-violáceo. Se agrega α-naftol para aumentar la sensibilidad.
Esta prueba caracteriza a ciertas especies de las enterobacteriaceae, e indicará que la glucosa es fermentada por la vía butanodiólica.

## Citrato (C)
Sirve para determinar si un microorganismo puede crecer utilizando citrato como única fuente de carbono debido a la síntesis de la enzima citrato permeasa la cual permite la introducción del citrato al interior de la célula, una vez dentro, el citrato es incorporado al ciclo de los ácidos tricarboxilicos o ciclo de Krebs. Se hace crecer al microorganismo en estudio en caldo citrato. Un resultado positivo es cuando se observa turbidez en el tubo, debido al crecimiento bacteriano. Un resultado negativo es cuando no se observa crecimiento. Actualmente el medio más utilizado es el Agar Citrato de Simmons un medio sólido en tubo con pico de flauta el cual posee un indicador de pH (azul de bromotimol). Si el microorganismo es capaz de crecer con citrato como única fuente de carbono, también será capaz de utilizar las sales de amonio como única fuente de nitrógeno; con la liberación del amoniaco en utilización de las sales de amonio el pH aumentara y el indicador dará un viraje a azul, dando un resultado positivo. El medio sin inocular es de color verde, de esta manera un resultado negativo no habrá crecimiento y el color seguirá siendo verde.
- Datos: Q1458991